# Станчева, Стефани
Стефани Станчева (Stefanie Stantcheva; род. в Болгарии) — французский экономист, специалист по налогообложению.
Доктор философии (2014), профессор Гарвардского университета.

## Биография
Окончила Кембриджский университет (бакалавр экономики, 2007). В 2008 году получила степень магистра экономики и финансов в Политехнической школе в Париже. В 2009 году получила ещё одну магистерскую степень по экономике — Master APE — в ENSAE ParisTech и Парижской школе экономики. В 2014 году в Массачусетском технологическом институте получила степень доктора философии по экономике.
В 2014—2016 гг. — младший научный сотрудник Harvard Society of Fellows. C 2016 года ассистент-профессор, с 2017 года ассоциированный профессор, с 2018 года полный профессор экономики Гарвардского университета. С того же 2018 года член экономического совета при премьер-министре Франции Conseil d'analyse économique. Также с 2018 года ассоциированный редактор Quarterly Journal of Economics и American Economic Review. Публиковалась в American Economic Review, Journal of Political Economy, The Review of Economic Studies, Journal of Public Economics.

## Награды и отличия
- Excellence in Refereeing Award, American Economic Review (2016, 2017)
- National Science Foundation CAREER Award[англ.] (2017)
- Стипендия Слоуна (2018)
- One of the eight best economists of the decade, The Economist (2018)
- Приз лучшему молодому экономисту Франции[англ.] (2019)[6]
- Исследовательская премия Элейн Беннетт (2020)

## Сочинения
- Натан Нанн, Стефани Станчева, Сандра Секейра, Сахиль Чиной Мышление с нулевой суммой: источник политических разногласий CEPR.org/VoxEU. Перевод, дополненный материалами исследования, выполнен редакцией Econs.online